# Nico Vega
Nico Vega（ニコ・ベガ）はアメリカ合衆国カリフォルニア州ロサンゼルスで2005年に結成されたロックバンドである。

## 来歴
ボーカルのエイジャ・ヴォークマンは、オレゴン州ユージーンの高校に在学中に曲を書き始めた。その後彼女はロサンゼルスへ引越し、歌手活動を開始。

2005年、マイケル・ペーニャが彼女にバンド結成の話を持ちかけ、結成。
バンド名はマイケル・ペーニャの母にならったものである。

しかし2007年、マイケルが俳優活動に専念するため、脱退。代わりにドラマーとしてダン・エパンドが加入した。

## メンバー

### 現在のメンバー
- エイジャ・ヴォルクマン（Aja Volkman）– ボーカル(2005-)
- リッチ・ケーラー (Rich Koehler) - ギター(2005-)
- ダン・エパンド (Dan Epand) - ドラムス(2007-)

### 過去のメンバー
- マイケル・ペーニャ(Michael Peña) - ドラムス(2005–2007)
- ジャミラ・ウィーヴァー(Jamila Weaver) - ベース(2012-2013)

## ディスコグラフィー

### オリジナルアルバム
- Nico Vega(2009)
- Lead To Light (2014)[2]

### EP
- Chooseyourwordspoorly(2006)
- Cocaine Cooked the Brain(2007)
- No Child Left Behind(2007)
- Nico Vega Covers Nico Vega and Rod Stewart(2011)
- Fury Oh Fury(2013)[3]

### シングル
- Beast(2009)
- We Are the Art(2012)
- Easier (2012)
- Bang Bang (My Baby Shot Me Down) (2013)
- I Believe (Get Over Yourself) (2014)[4][5]